# 劳斯莱斯银魅

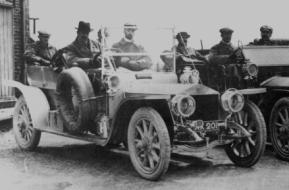
AX201 at Cat and Fiddle Hill during the Scottish Reliability Trial 1907

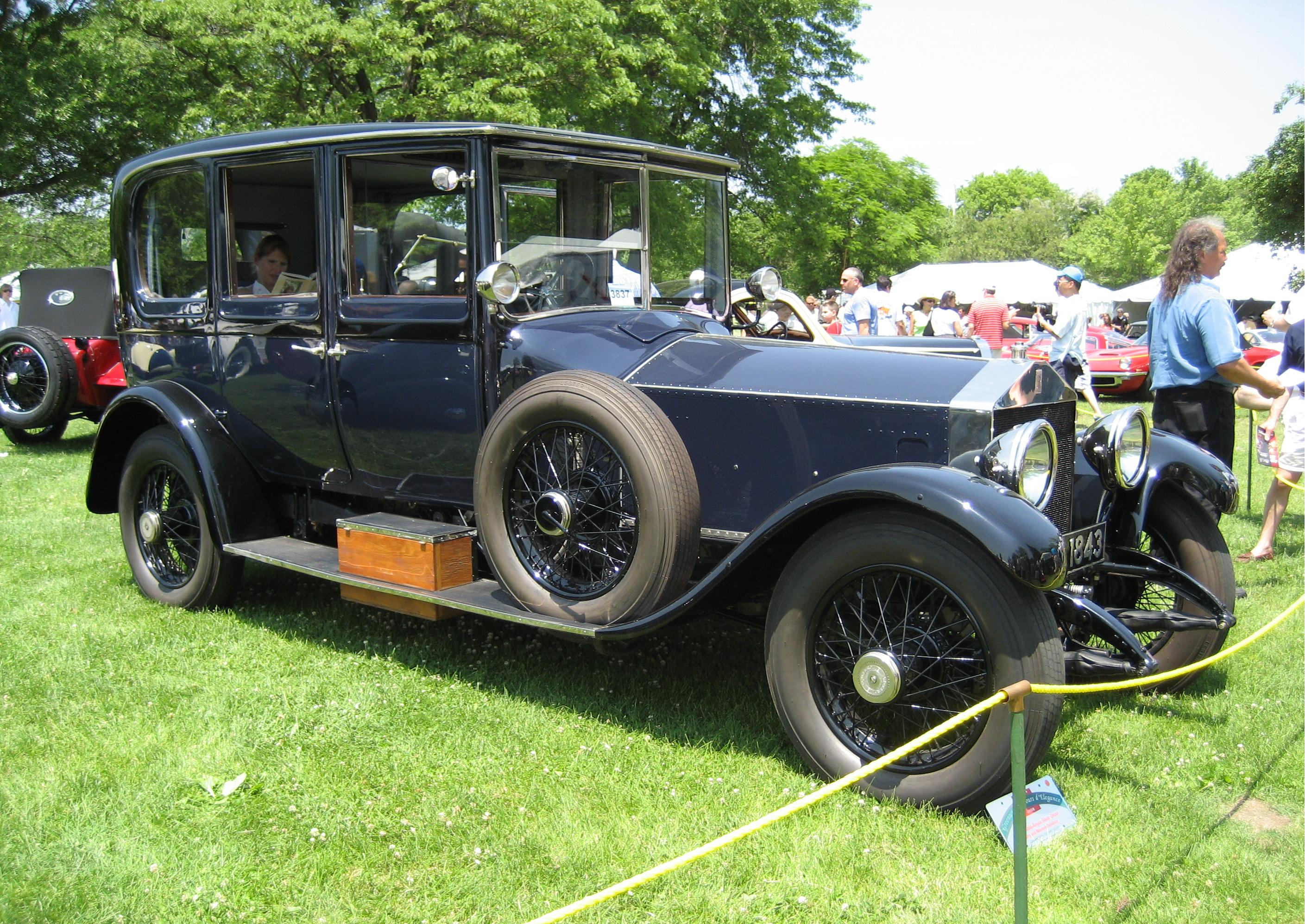
1920劳斯莱斯银鬼豪华轿车

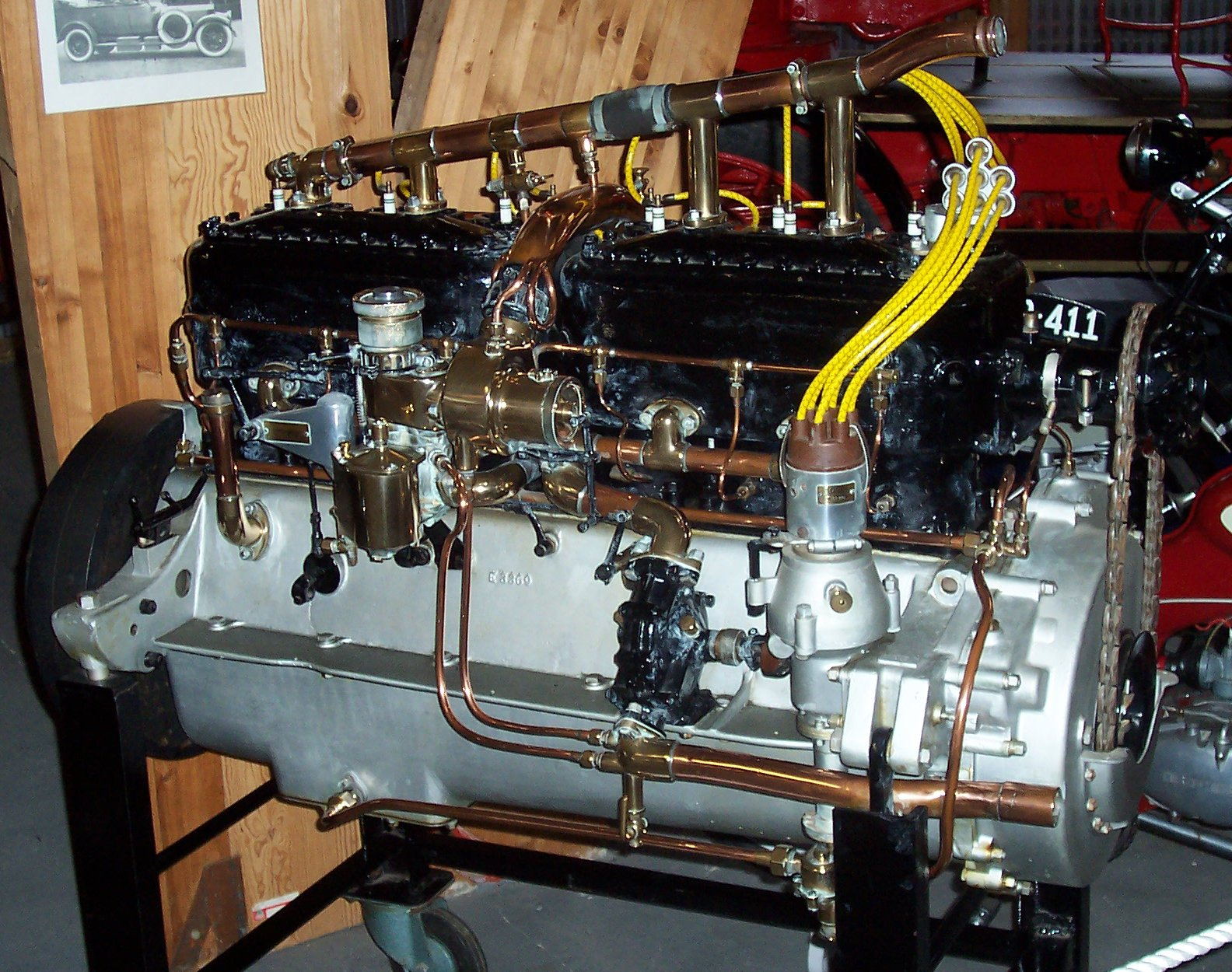
劳斯莱斯40/50 hp银鬼7,400cc side-valve 6缸发动机

劳斯莱斯银魅（英語：Rolls-Royce Silver Ghost）是劳斯莱斯著名的轿车，产于二战以前。劳斯莱斯银魅轿车品質优良，树立起了劳斯莱斯轿车的良好名声。
劳斯莱斯银魅最初叫做"40/50 h.p." ，车架制造与劳斯莱斯位于曼彻斯特的工厂，后来在1908年转移到德比郡进行生产。1921年到1926年，劳斯莱斯还在美国马塞诸塞州斯普林菲尔德建立的工厂，生产劳斯莱斯银鬼汽车。

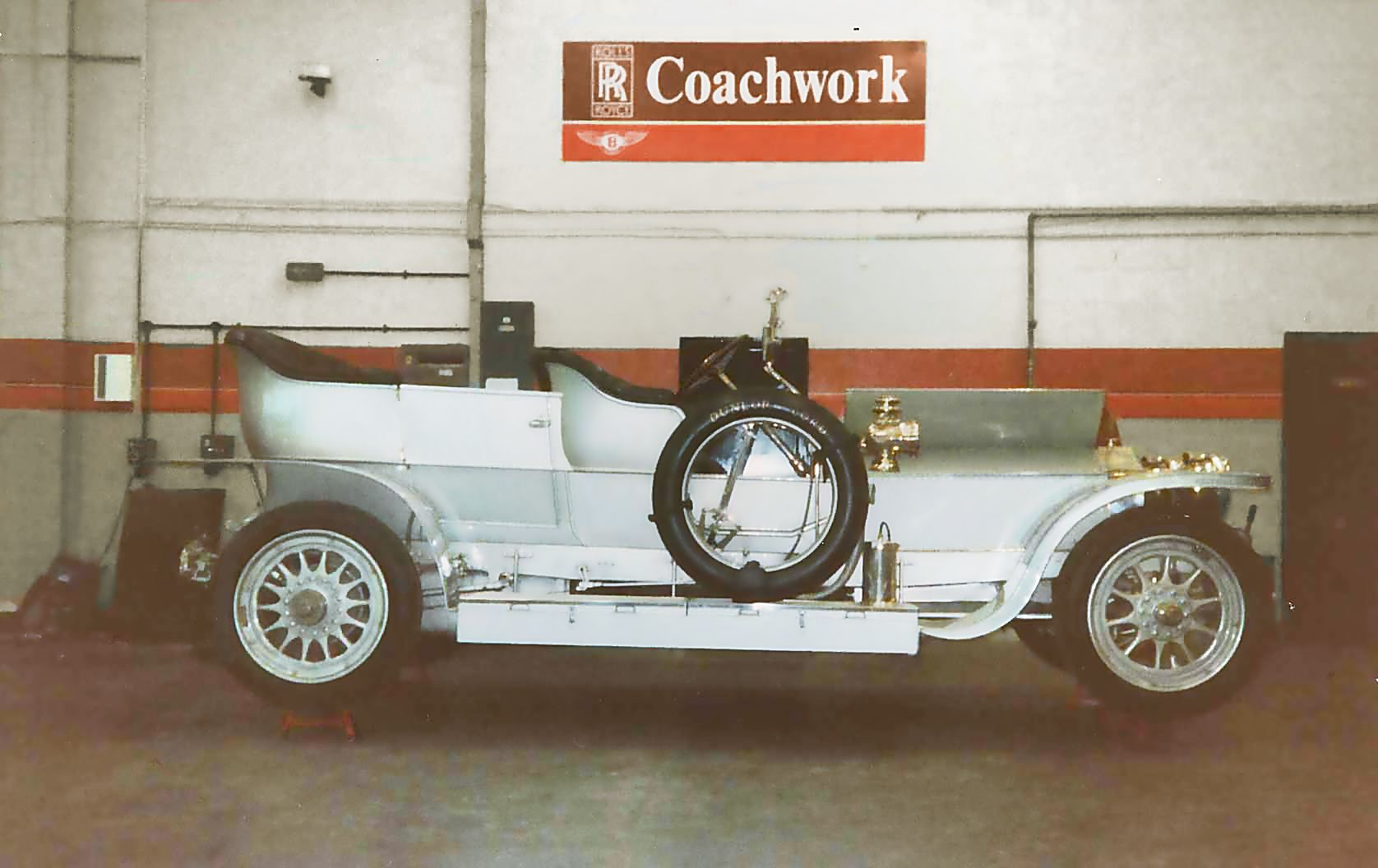
AX 201 prior to restoration
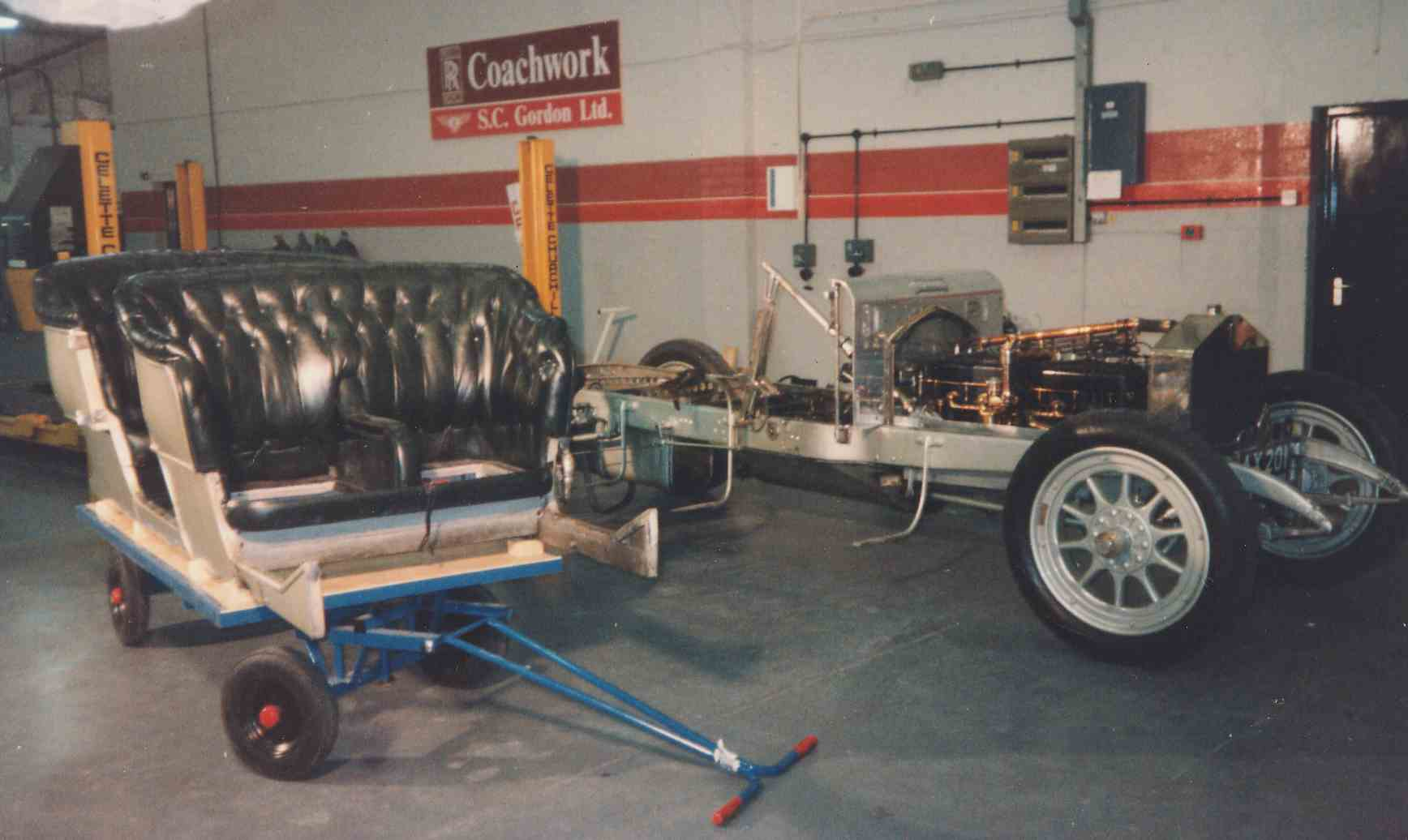
AX 201 with body & chassis separated
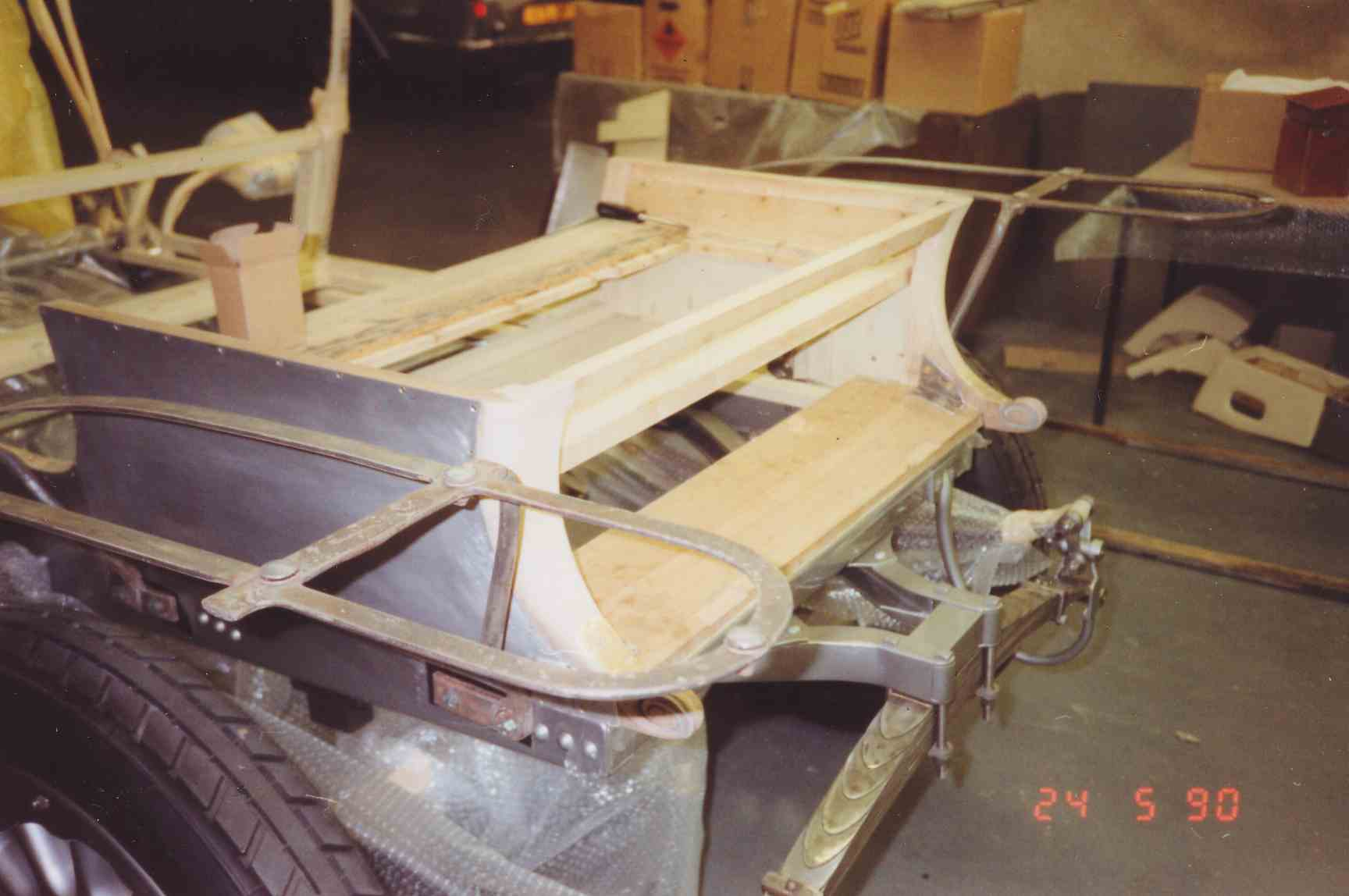
AX 201 rear end showing ash frame